# Вулканічна блискавка

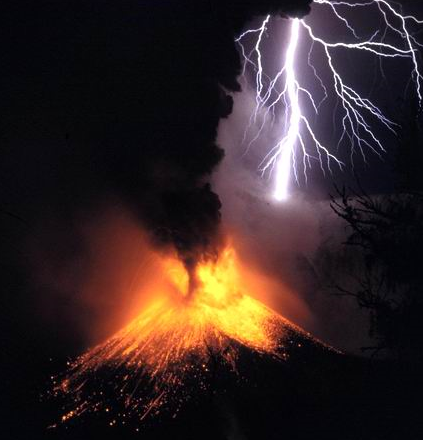
1994 рік, виверження Рінджані

Вулканічна блискавка (англ. Volcanic lightning; також Брудна гроза — англ. Dirty thunderstorm) — це погодне явище, яке характеризується утворенням блискавки в хмарі попелу, що піднімається з жерла вулкана під час виверження.

## Формування
Вулканічна блискавка виникає внаслідок зіткнення, фрагментації частинок вулканічного попелу (а іноді й льоду), які генерують статичну електрику в межах вулканічного шлейфу, що призводить до назви «брудна гроза» (англ. Dirty thunderstorm). Конвекція вологи та утворення льоду також зумовлюють динаміку виверження шлейфу й можуть спричинити вулканічні блискавки. Але на відміну від звичайної грози, вулканічна блискавка може виникнути ще до того, як у хмарі попелу утвориться будь-який кристал льоду.

## Історія
Перші зафіксовані спостереження за вулканічними блискавками були зроблені Плінієм Молодшим, що описує виверження Везувію в 79 р. н. е.
Перші дослідження вулканічних блискавок також були проведені на горі Везувій професором Пальмієрі, який спостерігав за виверженнями 1858, 1861, 1868 і 1872 років обсерваторії Везувій.

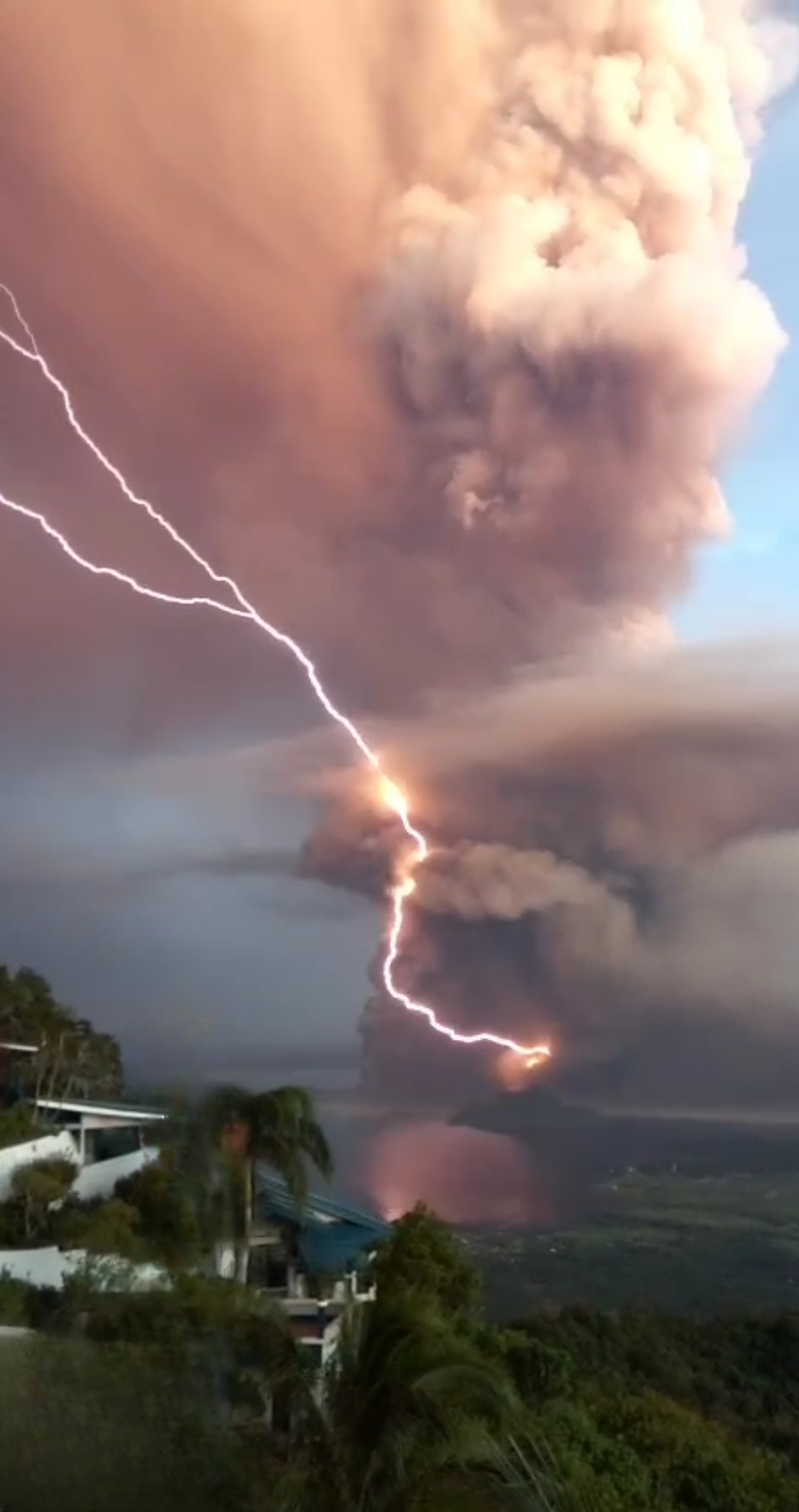
Вулканічна блискавка під час виверження вулкана Тааль у січні 2020 року

Найвідоміші з останніх вулканічних блискавок спостерігалися під час виверження вулканів Редаут (США, 2009 рік), Мерапі (Індонезія, 2010 рік), Ейяф'ятлайокютль (Ісландія, 2010 рік), Сіммое (Японія, 2011 рік), Сакура-дзіма (Японія, 2015 рік), Кальбуко (Чилі, 2015 рік).
Відомим зображенням цього явища є «Сила природи», зроблене мексиканським фотографом Серхіо Тапіро в місті Коліма, Мексика, який здобув третє місце (категорія «Природа») у Всесвітньому конкурсі фотографій для преси 2016 року.

## Зарядні механізми

### Фрикційне зарядження
Вважається, що трибоелектричне (фрикційне) зарядження в шлейфі вулкана під час виверження є основним механізмом електричного зарядження. Електричні заряди утворюються під час зіткнення уламків гірських порід, попелу та льоду у вулканічному шлейфі, які створюють статичні заряди, подібно до того, як частинки льоду стикаються під час регулярних гроз. Конвекція під час підйому шлейфа розділяє зони з різним зарядом, що і спричиняє електричний розряд.

### Фрактоемісія
Фрактоемісія — виникнення заряду через руйнування частинок породи. Це може бути значним джерелом заряду поблизу отвору виверження.

## Інші чинники, що впливають на вулканічну блискавку

### Висота шлейфу
Висота шлейфу виверження пов’язана з механізмом, який генерує блискавку. У більш високих шлейфах попелу (7–12 км) велика концентрація водяної пари може сприяти блискавичній активності, тоді як менші шлейфи попелу (1–4 км) отримують більше свого електричного заряду від роздроблення гірських порід поблизу отвору вулкана.

### Атмосферна температура
Атмосферна температура також грає роль у формуванні блискавки. Холодніші температури довкілля сприяють замерзанню та заряду льоду всередині шлейфу, що призводить до більшої електричної активності.